# 大開眼界 (炎明熹歌曲)
大開眼界是香港女歌手炎明熹的歌曲，於2023年3月14日由TVB Music Group作數位發行，音樂影片於翌日發行，歌曲推出後獲得熱烈迴響，成為中文歌曲龍虎榜及勁歌金榜冠軍歌，並登上新城勁爆流行榜季軍。歌曲由張天穎作曲，曰云填詞。

## 背景及發行
繼2022年為大家樂「生活小品」三部曲廣告獻唱主題曲完整版《好想約你》後，炎明熹於2023年本色客串無綫電視處境劇《愛·回家之開心速遞》，並參與《Remembering Leslie》企劃，推出張國榮金曲《今生今世》的重新演繹版本。2023年3月11日，炎明熹在無綫電視籌款節目《博愛歡樂傳萬家》獻唱《大開眼界》一曲，首次公開歌曲。3月14日（白色情人節正日），炎明熹正式推出苦情歌《大開眼界》，以「A0」（未有戀愛經歷的人）旁觀者身分唱出愛情中的苦澀。歌曲經TVB Music Group發行到串流平台後，被派送至香港各大電子傳媒，包括新城電台、香港電台及香港商業電台。音樂影片亦於翌日（15日）正式於YouTube發行。

## 創作及製作
《大開眼界》提醒樂迷別為愛情中另一半的無理要求而無限退讓，最終失去自我外，太忍讓亦會為另一半帶來壓力，導致這段愛情結束。
歌詞內一句「而最終討得你的歡喜 漸漸地淡忘自己 難道變做了你 世界都只得你」，講述為另一半不斷更改下調自己底線的卑微愛情。炎明熹表示作詞人曰云的解釋讓她更領悟到歌詞內容，使她即使未曾談戀愛，但也可以唱出愛情中扎心的一面。
炎明熹個人認為愛情世界中能與初戀私定終生是很難得的事，覺得應大開眼界，看更廣濶的世界，不要被任何事情框住自己。

## 曲目
1. 大開眼界[13]
  - 作曲：張天穎
  - 作詞：曰云
  - 編曲：蘇道哲
  - 監製：蘇道哲

## 歌曲列表
| 線上下載 串流媒體 | 線上下載 串流媒體 | 線上下載 串流媒體 |
| 曲序              | 曲目              | 时长              |
| ----------------- | ----------------- | ----------------- |
| 1.                | 大開眼界          | 3:45              |

## 製作團隊
資料來自《大開眼界》音樂錄影帶於YouTube的片尾文字。
- 作曲：張天穎
- 作詞：曰云
- 編曲：蘇道哲
- 監製：蘇道哲
- 音樂影片男主角：李顯曜
- 音樂影片女主角：李海銅

## 音樂錄影帶

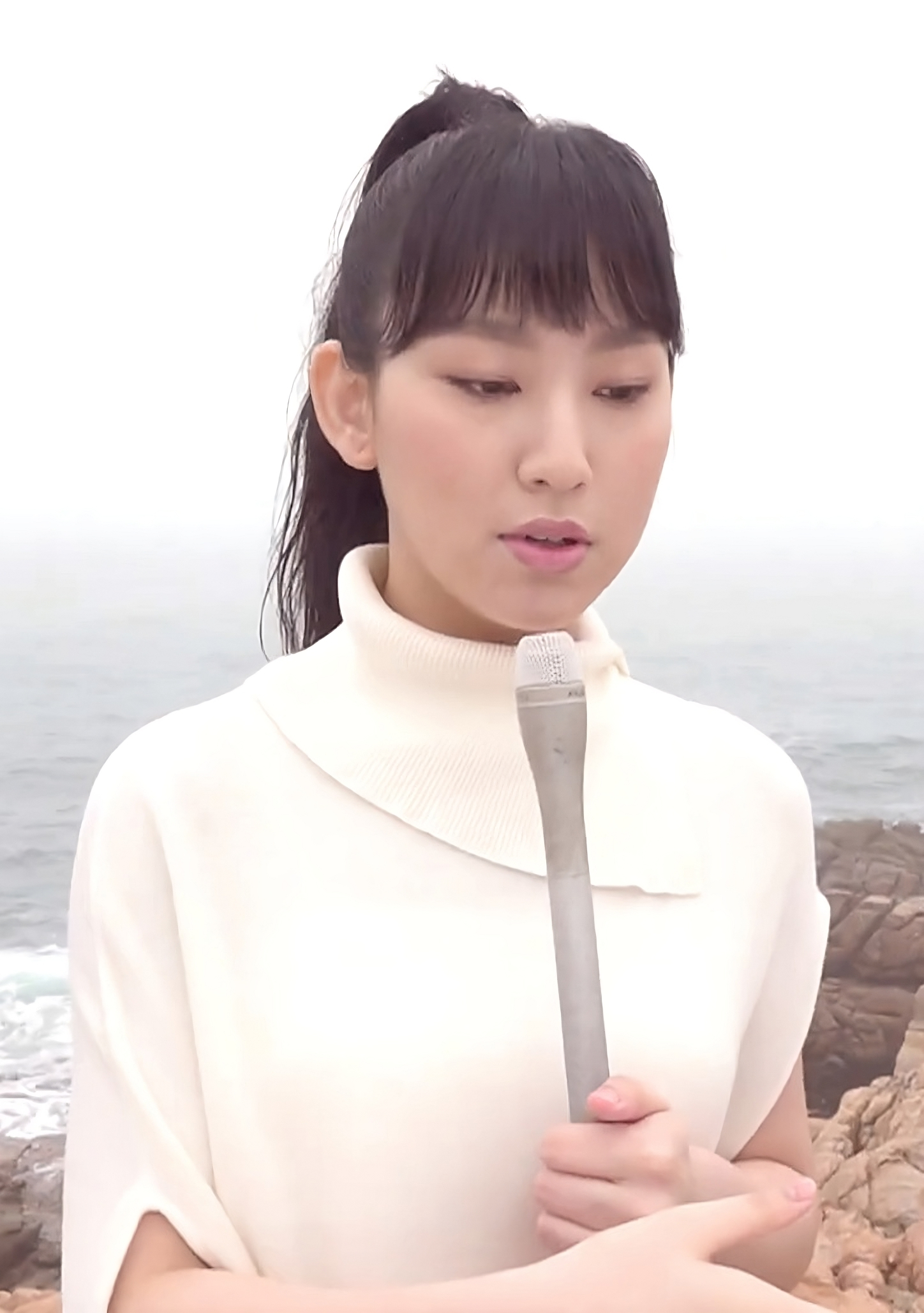
炎明熹在石澳拍攝完單曲《大開眼界》音樂錄像後，接受傳媒採訪

音樂錄影帶（MV）於石澳取景，拍攝當日為陰天，炎明熹走到海邊拍攝懸崖和大海的情節，更配合歌中意境。
炎明熹在電台受訪分享新歌《大開眼界》的製作過程時，自揭歌曲MV原先由自己擔任女主角，但她認為做女主角未免太早，因為角色有部分親密接觸，而且她經驗不足，所以自己提出改為擔任旁白角色。女主角由李海銅擔任。

## 宣傳
炎明熹早於3月11日，歌曲尚未推出之時，在無綫電視慈善節目《博愛歡樂傳萬家》獻唱《大開眼界》一曲。其後，炎明熹到各大電台宣傳歌曲。炎明熹亦有到無綫電視音樂節目《勁歌金曲》作演出，在2023年4月16日播出的一集獻唱《大開眼界》一曲。

## 電台派台成績

### 叱咤903專業推介走勢
| 週次     | 第16週  |
| 放榜日期 | 4月22日 |
| 榜上位置 | 18      |
| -------- | ------- |

### 香港電台第二台中文歌曲龍虎榜走勢
| 週次     | 第13週 | 第14週 | 第15週  | 第16週  | 第17週  | 第18週 | 第19週  |
| 放榜日期 | 4月1日 | 4月8日 | 4月15日 | 4月22日 | 4月29日 | 5月6日 | 5月13日 |
| 榜上位置 | 15     | 10     | 6       | 2       | 1       | 6      | 8       |
| -------- | ------ | ------ | ------- | ------- | ------- | ------ | ------- |

### 新城知訊台勁爆本地榜 走勢
| 週次     | 第14週 | 第15週  | 第16週  | 第17週  | 第18週 | 第19週  | 第20週  | 第21週  |
| 放榜日期 | 4月8日 | 4月15日 | 4月22日 | 4月29日 | 5月6日 | 5月13日 | 5月20日 | 5月27日 |
| 榜上位置 | 18     | 6       | 12      | 11      | 7      | 7       | 6       | 3       |
| -------- | ------ | ------- | ------- | ------- | ------ | ------- | ------- | ------- |

### TVB勁歌金榜走勢
| 週次     | 第13週 | 第14週 | 第15週  | 第16週  | 第17週  | 第18週 | 第19週  |
| 放榜日期 | 4月2日 | 4月9日 | 4月16日 | 4月23日 | 4月30日 | 5月7日 | 5月14日 |
| 榜上位置 | 9      | 6      | 4       | 3       | 2       | 2      | 1       |
| -------- | ------ | ------ | ------- | ------- | ------- | ------ | ------- |

### 各大流行榜最高位置
| 樂壇流行榜      | 最高位置 |
| --------------- | -------- |
| 中文歌曲龍虎榜  | 1        |
| 勁歌金榜        | 1        |
| 新城勁爆本地榜  | 3        |
| 叱咤903專業推介 | 18       |

## 迴響
音樂影片被上載至YouTube後，除了獲得粉絲與網民的支持及喜愛，更獲得多位網紅關注及讚賞，更在一星期內破百萬點擊，其後達逾200萬點擊率。

### 評價
此歌被樂評人黃啟聰評為高分之作，他認為曲、詞、演繹的配合到位，「尤其是將聲腔和音符配合的歌詞牽引力，沒有刻意地堆砌而發揮」。